# Hemerobius maxillosus
Hemerobius maxillosus är en insektsart som beskrevs av Lichtenstein 1796. Hemerobius maxillosus ingår i släktet Hemerobius och familjen florsländor. Inga underarter finns listade i Catalogue of Life.